# Aïcha, de dochter van de koopman
Aïcha, de dochter van de koopman is een van de titels die gegeven wordt aan een volksverhaal uit Marokko.

## Het verhaal
Aïcha woont in Fez, ze is de mooie dochter van een rijke koopman en daarom wordt ze Lalla Aïcha bent et-tajar genoemd. Elke ochtend geeft ze de basilicum water en op een dag ziet de zoon van de koning haar. Sidi Mohammed vraagt hoeveel blaadjes er aan de basilicum zitten. Aïcha antwoordt dat hij het boek van God bestudeerd heeft en vraagt of hij weet hoeveel sterren aan de hemel staan, hoeveel vissen in het water zijn en hoeveel punten in de Koran staan. De prins weet geen antwoord en besluit Aïcha te bespieden en op een ochtend ziet hij hoe ze een schaal koekjes op de grond van het terras zet. Hij ziet hoe ze eet en een kruimeltje valt in haar mouw. Ze neemt het tussen haar vingers en stopt het in haar mond. De volgende dag vraagt de koningszoon opnieuw hoeveel blaadjes aan de basilicum groeien.
Aïcha geeft hetzelfde antwoord, maar de koningszoon zegt dan dat ze de vorige dag zo uitgehongerd was dat ze een kruimeltje van haar mouw heeft opgegeten. Aïcha is stomverbaasd en besluit de koningszoon te bespieden. Ze volgt hem en ziet hoe hij van een granaatappel proeft, een zaadje rolt op de grond. Hij bukt en eet het gevallen zaadje op en de volgende dag begint het steekspel, maar nu noemt Aïcha de koningszoon de armste der armsten omdat hij een gevallen granaatappelzaadje heeft doorgeslikt. De prins wordt boos en wil de sterke tegenstander overwinnen. Op een dag komt hij een joodse koopman met een ezel tegen, de koopman verkoopt verse vis. De prins koopt de ezel en de vis en gaat naar het huis van Aïcha en biedt de vissen aan voor een kusje op haar wang.
Aïcha wordt stevig gekust en Aïcha maakt een feestmaal. De volgende ochtend begint het steekspel opnieuw, de prins vertelt dat hij de viskoopman was. Aïcha rent weg en vraagt haar vader zwarte verf te kopen en ze smeert haar lichaam in, zodat ze een Afrikaanse vrouw lijkt. Ze vraagt haar vader om haar naar de slavenmarkt te brengen en de vader vraagt veel geld. Alleen de prins kan betalen en Aïcha wordt 's avonds uitgenodigd in de kamer van Sidi Mohammed. Aïcha doet alsof ze thee zet en geeft een glas aan de prins. De prins valt in slaap door een sterk slaapmiddel en Aïcha snijdt met een scheermes de helft van zijn baard. Met kohl maakt ze zijn oogleden zwart en ze smeert rouge op zijn wangen.
Aïcha verruilt haar kleding met die van de prins en vlucht. Als de prins wakker wordt ziet hij zichzelf in de spiegel en hij sluit zichzelf zeven dagen in zijn kamer op. Als zijn baard terug is, gaat hij naar Aïcha om haar te plagen. Ze vertelt dat zij de zwarte slavin was en de koningszoon gaat ervandoor. De volgende dag verklaart hij aan zijn vader dat hij trouwen wil met Lalla Aïcha bent et-tajar. De koning vindt haar onwaardig, maar stemt toch toe. Aïcha stemt ook toe, maar vraagt haar vader een tunnel te graven naar het paleis. De bruiloft duurt zeven dagen en zeven nachten en dan vraagt de koningszoon of de man of de vrouw de slimste is. Aïcha antwoordt dat de vrouw slimmer is en de koningszoon laat haar opsluiten. De prins brengt zelf brood en een kruikje water en vraagt opnieuw wie de slimste is.
Aïcha houdt vol dat de vrouw de slimste is en zo vertrekt de prins elke dag. Als de koopman hoort dat Aïcha in de kerker is opgesloten, graaft hij in die richting. Aïcha gaat elke dag naar huis en eet en slaapt op donzen kussens. Elke dag keert ze terug en antwoordt dat de vrouw de slimste is, waarna Sidi Mohammed vertrekt. Op een dag gaat hij naar Sour en Aïcha vraagt haar vader om een grote tent, lijfwachten en dienstmeisjes. De prins ziet de fraaie tent omringd met slaven en hij nodigt de mysterieuze dame nog voor dezelfde avond uit. De prins hoort dat de man de vrouw moet komen bezoeken en gaat naar de tent. Hij wordt gastvrij ontvangen en blijft drie dagen.
Als afscheidsgeschenk geeft hij een van zijn ringen. Aïcha laat de tent snel afbreken en als de prins omkijkt, is alles verdwenen.
De prins vertelt Aïcha over de geweldige vrouw en Aïcha zegt blij voor hem te zijn. De prins is boos en laat Aïcha achter met water en brood. Aïcha gaat stiekem naar haar ouderlijk huis, ze is zwanger en bevalt na negen maanden van een zoon. Ze noemt de jongen Sour en laat hem achter bij haar vader. Nog altijd vraagt Sidi Mohammed dagelijks of de man of de vrouw de slimste is, waarna Aïcha altijd antwoordt dat dit de vrouw is. Op een dag gaat de prins naar Dou en opnieuw laat Aïcha voorbereidingen treffen. De prins blijft vijf dagen bij haar en hij geeft een sierdolk aan haar als hij vertrekt. De prins vertelt Aïcha over het bezoek aan de vrouw en Aïcha vertelt blij te zijn. Ze bevalt na negen maanden van een tweede zoon en noemt hem Dour.
De prins wil de weerbaarheid van Aïcha breken, maar nog altijd zegt ze dat de vrouw de slimste is. Op een dag gaat de prins naar Lalla Hammamet Laqsour en Aïcha is er eerder. De prins blijft zeven dagen bij de vrouw en geeft haar een prachtig exemplaar van de Koran, versierd met edelstenen. Na negen maanden bevalt Aïcha van een meisje en ze noemt haar Lalla Hammamet Laqsour. De prins vertelt dat hij wil hertrouwen. De koning heeft de hand van de nicht van de prins gevraagd en het huwelijk zal de volgende dag plaatsvinden. Aïcha gaat naar huis en geeft de ring aan haar oudste zoon, de tweede zoon krijgt de dolk en het meisje de Koran. De koopman gaat met de kinderen naar het paleis en ze gooien alles stuk. Ze roepen thuis te zijn en de koningszoon vraagt wie ze zijn. Sour, Dour en Lalla Hammamet Laqsour antwoorden en de prins denkt aan de feesten.
De prins ziet de geschenken en hoort dat Aïcha de gevangene hun moeder is. Als Aïcha op zijn vraag antwoordt dat de vrouw de slimste is, moet hij toegeven dat ze gelijk heeft. Aïcha wordt vrijgelaten en het volgzame nichtje wordt op zij geschoven. Aïcha wordt op de stoel gezet met haar drie kinderen aan haar zijde. Het feest duurt zeven dagen en zeven nachten en er wordt nog altijd over gesproken.